# پاول چوخرای
پاول چوخرای (روسی: Па́вел Григо́рьевич Чухра́й؛ زادهٔ ۱۴ اکتبر ۱۹۴۶) کارگردان فیلم، و فیلم‌نامه‌نویس اهل روسیه است.
وی همچنین برندهٔ جوایزی همچون هنرمند مردمی روسیه شده‌است. چوخرای کارگردان فیلم‌هایی همچون دزد بوده‌است.